# 弗亚德
弗亚德（法語：Feuillade，法語發音：[fœjad]）是法国夏朗德省的一个市镇，位于该省东部，属于昂古莱姆区。

## 地理
弗亚德（45°36'25"N, 0°28'18"E）面积21.83 平方千米，位于法国新阿基坦大区夏朗德省，该省份为法国西部内陆省份，北起德塞夫勒省和维埃纳省，东临上维埃纳省，东南至多尔多涅省，南至多爾多涅省，西接滨海夏朗德省。
与弗亚德接壤的市镇（或旧市镇、城区）包括：沙拉、格拉萨克、曼扎克、马尔通、蒙布龙、苏夫里尼亚克、瓦赖涅。

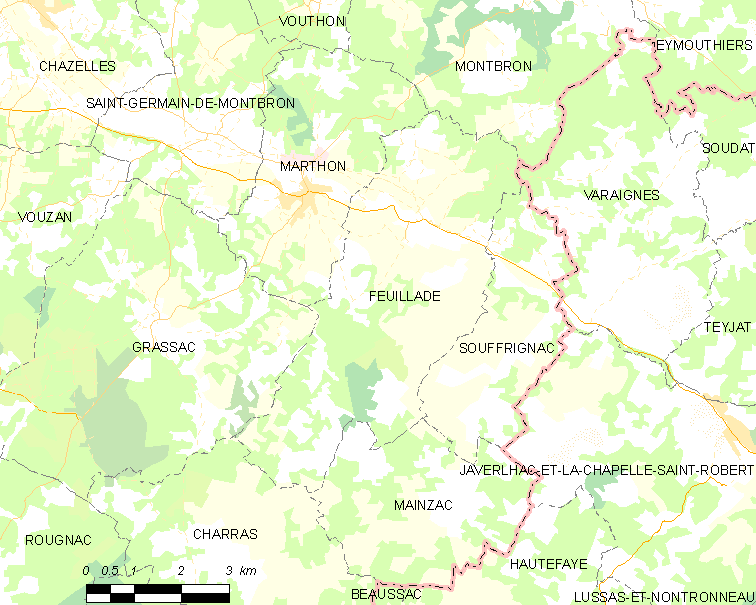
弗亚德的OSM定位图

弗亚德的时区为UTC+01:00、UTC+02:00（夏令时）。

## 行政
弗亚德的邮政编码为16380，INSEE市镇编码为16137。

## 政治
弗亚德所属的省级选区为塔杜瓦尔河谷县。

## 人口

1962-2008年间弗亚德人口变化图示

弗亚德于2022年1月1日时的人口数量为284人。